# Chrysoprasis nigrina
Chrysoprasis nigrina är en skalbaggsart som beskrevs av Bates 1870. Chrysoprasis nigrina ingår i släktet Chrysoprasis och familjen långhorningar. Inga underarter finns listade i Catalogue of Life.